# Rajon Dsjatlawa

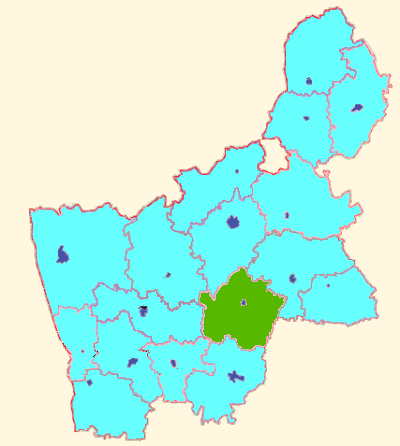
Rajon Dsjatlawa, Karte

Der Rajon Dsjatlawa (Дзятлаўскі раён, russisch Дятловский район) ist eine Verwaltungseinheit im Südosten der Hrodsenskaja Woblasz in Belarus mit dem administrativen Zentrum in der Stadt Dsjatlawa. Der Rajon hat eine Fläche von 1500 km², umfasst 223 Ortschaften und ist in 13 Selsawets gegliedert.

## Geographie
Der Rajon Dsjatlawa liegt im Südosten der Hrodsenskaja Woblasz. Die Nachbarrajone in der Hrodsenskaja Woblasz sind im Nordosten Nawahrudak, im Süden Slonim, im Südwesten Selwa, im Westen Masty und Schtschutschyn und im Nordwesten Lida.
Die größten Flüsse sind Schtschara und Moutschads.

## Geschichte
Der Rajon Dsjatlawa wurde in seinen heutigen Grenzen am 15. Januar 1940 gebildet.